# Bataille de Pydna (148 av. J.-C.)
Ne doit pas être confondu avec Bataille de Pydna.
Quatrième Guerre macédonienne
La seconde bataille de Pydna oppose en 148 av. J.-C. l'armée romaine, commandée par Quintus Caecilius Metellus, à celle du royaume de Macédoine dirigée par Andriscos. La victoire décisive des Romains entraîne la fin de la quatrième guerre macédonienne.
Le conflit commence après que le prétendant Andriscos a défait les alliés de Rome en Macédoine et s'est fait couronner roi. Il bat une force romaine envoyée pour l'arrêter et envahit des territoires de la Grèce. Le Sénat envoie alors Metellus à la tête d'une nouvelle armée pour arrêter le prétendant. Le commandant romain choisit d'entreprendre à la fois une offensive terrestre et maritime, forçant Andriscos à prendre une position défensive près de Pydna. La bataille décide de l'issue de la guerre. Défait, Andriscos est forcé de fuir, avant d'être capturé par les Romains. Rome prend alors le contrôle direct de la Macédoine pour en faire une province. 

## Contexte historique
Andriscos, un aventurier originaire de Thrace, revendique le trône de Macédoine en prétendant être le fils de Persée. Après une première tentative infructueuse, il parvient à envahir la Macédoine avec une armée formée de Thraces et défait les clients macédoniens de Rome près du Strymon. Il se fait couronner roi des Macédoniens et envahit la Thessalie. Il anéantit une légion romaine envoyée pour l'arrêter, tuant le préteur commandant, Publius Juventius Thalna, dans la bataille. Cependant, il ne peut pas avancer en Grèce, étant arrêté par les forces de la Ligue achéenne et les unités romaines restantes stationnées là-bas. Il s'allie en outre à Carthage, qui est alors en guerre avec Rome. Alerté, le Sénat romain envoie en Macédoine une nouvelle armée formée de deux légions sous le commandement de Quintus Caecilius Metellus. Celui-ci choisit de ne pas emprunter la route d'Épire habituellement utilisée par les commandants romains marchant vers la Macédoine. Il s'avance le long de la côte thessalienne avec l'aide de la flotte pergamienne d'Attale II. Craignant de laisser Metellus envahir les régions côtières, Andriscos engage le combat à Pydna.

## Forces en présence
L'armée romaine se compose d'une armée consulaire complète de deux légions et des alliés, soit environ 20 000 hommes. Malgré les difficultés associées à la constitution et à l'équipement d'une telle force, le Sénat n'a pas souhaité prendre de risques après la défaite de Thalna. Les Romains ont probablement combattu dans leur formation habituelle, à savoir avec les hastati à l'avant, les principes au deuxième rang et les triarii à l'arrière, les vélite comme troupes légères et la cavalerie romaine et alliée sur les flancs.
Les forces de l'armée macédonienne sont moins connues. Andriscos a commencé sa campagne avec des troupes thraces qui sont généralement des troupes légères. Les troupes qui composent le gros de son armée sont inconnues. Nous ne savons pas si les Macédoniens ont combattu dans la phalange traditionnelle ou dans une formation plus lâche. Il possède enfin un nombre important de cavaliers. Les effectifs de l'armée d'Andriscos sont inconnus, mais ils sont suffisamment importants pour qu'Andriscos soit assez confiant pour en détacher une partie juste avant la bataille.

## Déroulement de la bataille
La bataille s'engage par un combat de cavalerie. La cavalerie macédonienne prend le dessus, donnant à Andriscos suffisamment de confiance pour détacher une partie de ses forces, soit pour mener une action dans un autre endroit, soit en raison de problèmes d'approvisionnement, soit pour menacer l'arrière romain. Metellus saisit cette occasion pour contre-attaquer avec toutes ses forces, engageant l'armée macédonienne. Après un bref combat, les Macédoniens sont mis en déroute et Andriscos est contraint de fuir. Il est possible que certaines de ses troupes aient fait défection pendant la bataille. Si tel est le cas, cette défection a probablement été stimulée par Téleste, le général qui commande la cavalerie. La cavalerie macédonienne, formé traditionnellement par l'aristocratie, aurait été encline à prendre le parti les Romains et à abandonner Andriscos, plus proche des classes populaires.

## Conséquences
La bataille est un désastre pour Andriscos qui perd sa principale force et doit fuir la Macédoine. Il rassemble une nouvelle armée levée à la hâte en Thrace ; mais il est immédiatement poursuivi par Metellus qui met en déroute ces forces avant qu'elles ne soient complètement préparées. Andriscos cherche refuge auprès du chef thrace Byzes, mais il est trahi et livré à Metellus. Ce dernier réprime ensuite quelques révoltes mineures en Macédoine, mettant fin à la quatrième guerre macédonienne.
Metellus réorganise la Macédoine en province romaine et devient son premier gouverneur. Après avoir participé à la guerre contre la Ligue achéenne, il retourne à Rome, où il célèbre un triomphe au cours duquel Andriscos est exhibé puis exécuté.